# Aileran z Clonard
Święty Aileran z Clonard (zm. 19 grudnia 664) – iroszkocki pisarz i opat klasztoru w Clonard. Autor utworu Mistyczne wyjaśnienie imion przodków Jezusa Chrystusa.